# York Springs
York Springs és una població dels Estats Units a l'estat de Pennsilvània. Segons el cens del 2000 tenia 574 habitants.

## Demografia
Segons el cens del 2000, York Springs tenia 574 habitants, 186 habitatges, i 129 famílies. La densitat de població era de 1.108,1 habitants per quilòmetre quadrat.
Dels 186 habitatges en un 41,4% hi vivien nens de menys de 18 anys, en un 53,8% hi vivien parelles casades, en un 10,2% dones solteres, i en un 30,6% no eren unitats familiars. En el 21,5% dels habitatges hi vivien persones soles el 9,1% de les quals corresponia a persones de 65 anys o més que vivien soles. El nombre mitjà de persones vivint en cada habitatge era de 2,87 i el nombre mitjà de persones que vivien en cada família era de 3,42.
Per edats la població es repartia de la següent manera: un 28,9% tenia menys de 18 anys, un 9,6% entre 18 i 24, un 30,5% entre 25 i 44, un 16% de 45 a 60 i un 15% 65 anys o més.
L'edat mediana era de 30 anys. Per cada 100 dones de 18 o més anys hi havia 102 homes.
La renda mediana per habitatge era de 41.250$ i la renda mediana per família de 41.071$. Els homes tenien una renda mediana de 28.173$ mentre que les dones 24.583$. La renda per capita de la població era de 14.379$. Entorn del 9,5% de les famílies i l'11% de la població estaven per davall del llindar de pobresa.

## Poblacions més properes
El següent diagrama mostra les poblacions més properes.